# Denis Frayssinous
Denis-Antoine-Luc, comte Frayssinous, né le 9 mai 1765 à Salles-la-Source (Aveyron) et mort le 12 décembre 1841 à Saint-Geniez-d'Olt (Aveyron), est un évêque, homme politique, orateur et écrivain. Il est membre de la Chambre des pairs, deux fois ministre, et membre de l'Académie française.

## Biographie

### Famille
Denis Frayssinous est né le 9 mai 1765 à Curières, petit village sur le plateau central de l'Aubrac aveyronnais proche de Laguiole, où sa famille possédait le château du Puech. Son père, licencié en droit, était avocat au Parlement de Toulouse. Il est envoyé à treize ans au collège à Rodez, alors dirigé par Antoine-Gervais Girard. Aîné de la famille, son père le destine aux études de droit, mais il préfère la voie ecclésiastique.

### Prêtre et enseignant de théologie
Il entre, en 1783, à la communauté de Laon, tenue par les Sulpiciens à Paris et suit en parallèle les cours du collège Louis-le-Grand. Il est ordonné prêtre en 1789.
Au début de la Révolution française, il se retire dans le Rouergue. Au plus fort de la Terreur, il continue à y célébrer des messes dans la clandestinité. En 1800, il rentre à Paris pour enseigner la théologie au séminaire dit « de la Vache noire » qui tire son nom de l'enseigne derrière laquelle il se cache rue Saint-Jacques, et qui redeviendra plus tard le séminaire Saint-Sulpice. Il y commence son cycle annuel de conférences qui seront publiées en 1825 sous le titre Défense du christianisme. Elles attirent une foule croissante. Lorsque les relations de Napoléon avec le Pape se tendent, l’abbé Frayssinous est obligé d’interrompre ses conférences en 1809, pour les reprendre à la Restauration en 1814.

### Plusieurs reconnaissances publiques

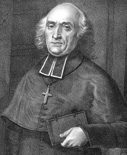
Denis Frayssinous, évêque d’Hermopolis.

En novembre 1821, il est nommé premier aumônier du roi Louis XVIII. Le 19 avril 1822, le pape Pie VII le nomme évêque in partibus infidelium d'Hermopolis Maior (de). Louis XVIII fait de lui le chef de l’Instruction publique en lui conférant le titre de grand maître de l'Université (juin 1822), et le fait entrer à la Chambre des pairs avec le titre de comte (novembre 1822). En 1822, il est également élu à l’Académie française.

### Ministre
Il est ministre des Affaires ecclésiastiques et de l'Instruction publique (1824-1827) dans le gouvernement ultra de Villèle, et ministre des Cultes dans le gouvernement de Jean-Baptiste de Martignac. Il institua l'agrégation spéciale de philosophie en 1825.
À la mort du roi, il est chargé de l’oraison funèbre de Louis XVIII. 
En 1833, il rejoint Charles X à Prague pour être le précepteur du duc de Bordeaux. Il rentre en France en 1838 et meurt le 12 décembre 1841.

## Œuvres
- Les vrais Principes de l'Église gallicane sur le gouvernement ecclésiastique, la papauté, les libertés gallicanes, la promotion des évêques ; les trois Concordats, et les appels comme d'abus. Suivis de Réflexions sur un écrit de M. Fiévée, Paris, impr. de A. Le Clère, 1818 (BNF 30462051)
- Défense du christianisme ou Conférences sur la religion (deux volumes), Paris, A. Delahays, 1853 (1re éd. 1825) (BNF 32127659, lire en ligne)
- Œuvres oratoires complètes de De Frayssinous, Petit-Montrouge, J.-P. Migne, coll. « intégrale et universelle des orateurs sacrés du premier et du second ordre » (no 77), 1856 (BNF 30462027)